# Znamię Spitz

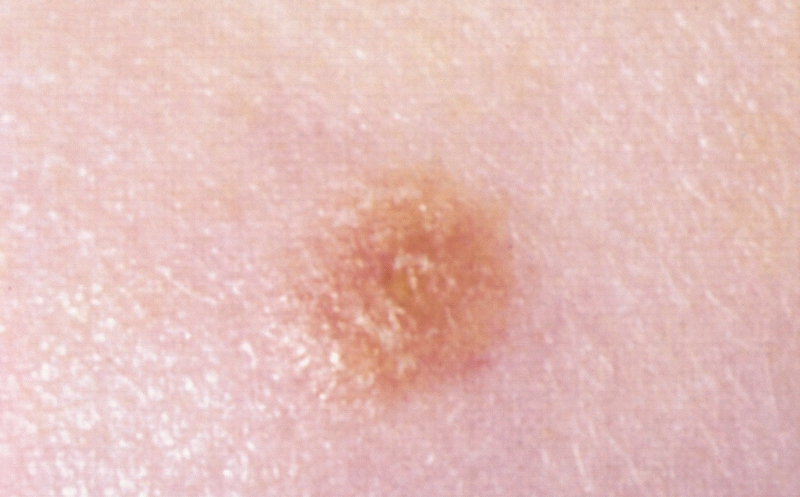
Znamię Spitz

Znamię Spitz (znamię wrzecionowato-nabłonkowatokomórkowe, łac. Spitz’ naevus) – aktywne znamię komórkowe, charakteryzujące się występowaniem w młodym wieku. Nazwa znamienia honoruje amerykańską patolog Sophie Spitz (1910–1956), dlatego spotykana w piśmiennictwie polskim nazwa „znamię Spitza” jest niepoprawna.

## Objawy i przebieg
Znamię Spitz zazwyczaj jest pojedynczym, guzkowym wykwitem, dobrze odgraniczonym, o gładkiej powierzchni i czerwono-różowej lub sinej barwie. Najczęściej lokalizuje się na twarzy, rzadziej na kończynach (ramionach u mężczyzn, na udach u kobiet) czy klatce piersiowej. W otoczeniu wykwitu pierwotnego mogą rzadko występować pomniejsze guzki (tzw. satelity). Zmiana ta może nieco przypominać naczyniaka.

### Obraz histologiczny
Mikroskopowo jest to znamię złożone, z przeważającym składnikiem śródnaskórkowym; rzadziej ma charakter znamienia skórnego (20%) lub łączącego (5–10%). Melanocyty znamienia są typu nabłonkowatego – duże, „pulchne”, z obfitą różowoniebieską w barwieniu hematoksyliną i eozyną cytoplazmą; są wrzecionowatego, okrągłego, owalnego lub wielokątnego kształtu, mają pęcherzykowe jądro komórkowe (czasem są wielojądrowe) i duże jąderko. Zawierają niewielką ilość melaniny, mogą wykazywać znaczny polimorfizm; częste są mitozy. Układają się pojedynczo lub w pasma (wydłużone gniazda, ustawione długą osią prostopadle do płaszczyzny naskórka), na granicy skórno-naskórkowej oddzielone są od leżącego powyżej naskórka przez wyraźne szczeliny (artefakt powstający przy przygotowywaniu preparatu). W naskórku stwierdza się ponadto:
- hiperkeratozę;
- hipergranulozę;
- ciałka Kamino – charakterystyczne dla znamienia Spitz (według niektórych autorów patognomoniczne) PAS-dodatnie, oporne na diastazę, eozynochłonne kuliste twory składające się z martwiczych fragmentów keratynocytów, melanocytów i fibronektyny, lokalizujące się zwykle peryferyjnie względem śródnaskórkowych gniazd melanocytów;
- „pagetoidalny” rozrost melanocytów w górnych warstwach naskórka;
- poszerzenie światła drobnych naczyń żylnych pod naskórkiem i cechy obrzęku.

Histologicznie może przypominać nieco czerniaka, stąd niefortunne (ze względu na niezłośliwy charakter zmiany) dawne nazwy: czerniak młodzieńczy, melanoma juvenile czy melanocytoma of Spitz.

## Różnicowanie
Znamię Spitz wymaga różnicowania z następującymi wykwitami:
- znamieniem komórkowym (naevus cellularis)
- ziarniniakiem naczyniowym (granuloma teleangiectodes).

## Leczenie
Leczenie polega na chirurgicznym usunięciu zmiany wraz z ewentualnie występującymi satelitami.